# Ханссон, Кэтрин
Кэтрин Ханссон (швед. Catherine Hansson, полное имя Catherine Madeleine Hansson: род. 26 марта 1958, Мальмё, Швеция) — шведская актриса

.

## Биография
Родилась 26 марта 1958 года в Мальмё.
В 1976–1979 годах училась в Театральной школе в Мальмё (Teaterhögskolan i Malmö).
Вместе с актером и режиссером Рикардом Бергквистом у нее есть дочь Майя Ханссон Бергквист, которая тоже стала актрисой.

## Творчество
Кэтрин Ханссон наиболее известна широкой публике за ее роль полицейской Лены Шёквист (Lena Sjökvist) в сериале Tre Kronor, которую она играла в шести сезонах между 1994 и 1997 годами.

### Фильмография
| - 1978 год – Sommarflickan (TV) - 1979 год – Våning för 4 - 1991 год – Joker - 1992 год – Hassel - 1992 год – Svart Lucia - 1993 год – Polis polis potatismos - 1994 год – Du bestämmer (TV) - 1994 год – Tre kronor (TV) - 1996 год – Kalle Blomkvist - 1998 год – Zonen (TV) - 1998 год – Aspiranterna (TV) - 1998 год – Zingo | - 1998 год – Victor - 1999 год – Anna Holt (TV) - 2001 год – Festival - 2001 год – Pusselbitar (TV) - 2002 год – Den osynlige - 2002 год – Gåvan - 2002 год – Bella bland kryddor och kriminella (TV) - 2002 год – Skeppsholmen (TV-serie) - 2004 год – Linné och hans apostlar (TV-serie) - 2006 год – Underbara älskade - 2013 год – En pilgrims död (TV) |

### Роли в театре
| Год  | Роль         | Произведение           | Театр                     |
| ---- | ------------ | ---------------------- | ------------------------- |
| 2004 | Miss Sherman | Fame                   | Oscarsteatern (Стокгольм) |
| 2006 | Magenta      | The Rocky Horror Show  | Гётеборгская опера        |
| 2007 | Fru Pearce   | My Fair Lady           | Гётеборгская опера        |
| 2009 | Julia        | Skaffa mig en tenor    | Замка Gunnebo (Мёльндаль) |
| 2009 | Linda Loman  | En handelsresandes död | Города Borås              |